# Cristian Garín
Cristian Garín (født 30. maj 1996 i Arica, Chile) er en professionel tennisspiller fra Chile.